# オークション・ハウス
『オークション・ハウス』は、原作：小池一夫、作画：叶精作による日本の漫画。『ビジネスジャンプ』（集英社）にて、1990年から2003年まで連載された。単行本は全34巻。

## 概要
「美術」を題材とした作品であり、贋作者にして鑑定家でもある男がフェルメールの絵を巡って殺害された両親の復讐を果たすストーリーである。
小池一夫の後期代表作に挙げられる。

## ストーリー
世界的美術鑑定家リュウ・ソーゲン。あらゆる知識に通じ武術に長けた彼は、幼き日にフェルメールの「レースを編む女」を狙った3人の男たちによって両親を殺され、復讐のために美術界に足を踏み入れた男だった。彼は復讐の旅の道程で次々にあらわれる美術界の「闇」と対決し続ける。

## 登場人物

### リュウと関係者たち
リュウ・ソーゲン（柳宗厳）
本名：氏家一郎。年齢は30歳前後。幼き日にフェルメールの「レースを編む女」を狙った3人の男たちによって両親を殺され、復讐のために美術界に足を踏み入れる。初期は英国オリバー社のMD（マネジメント・ディレクター、美術鑑定人）として活躍しながら復讐の機会を狙っていた。のちに贋作家アダムス・メーヘレンの直弟子であり、世界に3人しかいないヤマト拳法の継承者であることが明らかになる。
アダムス・メーヘレン
伝説的贋作家ハンス・ファン・メーヘレンの息子で自身も超一流の贋作家。数々の贋作を手がけ、若き日のリュウにその技術を教えこんだ。
ゼリア・ガルーシュ
画廊のオーナーにして、ハンス・ファン・メーヘレンの元恋人。リュウをアダムス・メーヘレンに紹介した。リュウに対して母のような愛情を抱いており、その後もたびたびリュウの復讐に手を貸すことになる。
末期の子宮がんであり、鎮痛剤を常用していた。村尾由美を破滅に追い込む手助けをした後に服毒自殺をする。
エドモンド・オリバー
オリバー社の社長。リュウを高く評価し、オリバー社の次期社長に据えようとしていた。

### 妻・愛人たち
キャサリン・オリバー
エドモンド・オリバーの長女でタッドの妹。リュウに心惹かれ、のちにリュウの妻となるが、芥川乱に殺害される。
村尾由美
村尾財閥の一人娘にしてリュウの小学校時代の同級生。愛するリュウを手に入れるため数々の罠を巡らせ、逆にリュウの策によって破産させられた後もなおコーザ・ノストラの力を手にして立ちはだかる。シアラからパラドックスラブ（逆愛）を説かれリュウの妻となる。
バネット・ガルー
マダム・ガルーの娘で不感症の医学博士。祖父は聖者と呼ばれた人物であり、インドでは絶大な力を持つ。のちにリュウの妻となる。
メル・ライオン
ヘル・ダネットに見張りとして雇われた筋肉質の大女。空手8段、拳法6段、重量上げ世界チャンプ。8歳になる息子リックがいる。のちにリュウの愛人となる。
シアラ・ヨンギ
元ルーマニア秘密警察員で「チャウシェスクが現代に甦らせた吸血鬼」と呼ばれるナイフの名手。26歳。わけあって幽閉されていたが、2000万ドルでリュウに買われガードマンとして雇われる。名前の由来は「遠い北の海の海草の名前 食べた者の身体が内から滅びるという毒草シアラ」。のちにリュウを愛する。
ルイーズ
一流の贋作家。ルゲロに騙され贋作を作り続けるも巧みに変装したリュウに救い出される。宰地組と戦うため、リュウ、パリ並行警察警部ルディと共に来日。処女をリュウに捧げる。
須田知美
須田昌子
母娘でリュウの生家に住んでおり、謎の組織「闇の底（ダーク・ボトム）」に家を奪われようとしている。
ベラ・コデル
組織「闇の底」のボス。「なぜ　エレクチオンしないのッ」「すごい………　エレクチオン…」
馬綾美
八州江里子
ベス・アダミ
オノン・ジー
アドルフ・ヒトラーと殺し屋ウォーターリリィの娘にして自身も殺し屋。胃にためたガソリンを霧状に噴射することで口から火を吐き、世界に3人しかいない「ヤマト拳法」の使い手でもある。名前の意味は10世紀の頃のラテン語で「オノンとはヒルの意 ジーは血を啜る音のこと」。のちにリュウを愛する。
加賀山天子
国際的美術品窃盗グループの頭目。先代・加賀山天峰の愛人だったがこれを謀殺。別名を氷見子とも。一度は命を救われリュウに恭順するも、幾度も裏切りを繰り返す。のちにリュウの愛人となる。
きよ
加賀山天峰の愛人。天子の裏切りからリュウを救う。被虐性愛者。のちにリュウの愛人となる。
筮（めどき）
始皇帝が創った街・河北省鉅鹿出身の水泳選手。のちにリュウの妻となる。
ジェーン・エバンス
カレン・ドゥリッツ
メリメ・ダグデール
クリシー・ランニング
シカリ
縄手玲
范美麗
楊白蓮、楊青夏
10億ドルの値打ちが付けられた双子の姉妹。闇の世界で性人形として育てられ、同性愛の精神催眠をうけている。のちにリュウの愛人となる。

### 敵
ジョフリー・オブライエン
リュウの両親を殺した3人の男の一人。第一話でフェルメールの「首飾りを選ぶ女」の秘密を取引材料として高額の資金を要求するが、リュウによって追い込まれ、自殺する。
ヘンリー・シガート
リュウの両親を殺した3人の男の一人。「レースを編む女」強奪事件の首魁。熱狂的な壁画愛好家であり、リュウの策によっておびき寄せられ、殺される。
ジャン・クルーゾー
リュウの両親を殺した3人の男の一人。リュウの父母を直接手にかけた「手首に星型のあざがある男」。その後は殺し屋を廃業してインドで仏門に降っていたが、リュウによって正体を暴かれ、殺される。
タッド・オリバー
エドモンド・オリバーの長男。自身の地位を脅かすリュウに恐れを抱き、村尾由美らと共謀して罠をめぐらせる。
ヘル・ダネット
元東ドイツ国家保安省の中佐。タッド・オリバー、村尾由美と組みリュウを失墜させるために暗躍する。父はSSの隊長で「名画狩り」を任務としており、本人も「闇のM・Dのナンバー１」を名乗る。戦闘力も高く、その手刀は「ダイヤモンド・ハンド」と呼ばれた。
芥川乱
吹き針と太極拳を使う村尾由美の配下の殺し屋。かつてヤクザの組長の暗殺に失敗し、処刑されかけたところを由美に救われたが、最終的には由美に殺される。下着は白ブリーフを着用。
宰地伸一郎
日本最大の広域暴力団「宰進会」の会長。居合いとナイフの達人。フランスでの宰進会の足がかりをつぶしたリュウに対し数々の刺客を放ち、余市五郎、阿部道明らを差し向ける。
鉄砲玉
ピザ配達人に扮した「宰進会」の鉄砲玉。『新 上ってなンボ！！ ～太一よ泣くな～』の主人公（スターシステム）。
余市五郎
本名：酒礼喜太郎。宰地に雇われた殺し屋にして凄腕のオートバイレーサーでもある。花山の甥。
阿部道明
宰進会のナンバー２。リュウを殺すためみずから動くが、返り討ちにあう。
コスモ・ゴメス
宰地いわく「宇宙ナンバーワンレスラー」。羽田埋立地での決闘で宰地の助っ人として登場。金属製の兜と両手に持った斧で武装し、背中に背負った酸素ボンベで泥の中に潜んでいた。身長は5m程度と推測される。
アドルフ・ヒトラー
108歳。世界に3人しかいないヤマト拳法の使い手の一人。クレメンダルシ宗門教会図書館の時計番として身を隠しながらオノンを育て上げ、殺しのテクニックを伝授した。聖骸布の秘密を握ることによって教会を制圧し、来るべき第四帝国のためリュウとオノンの間に子を為そうと画策する。
キーニンX
ブリジッド・グッゲンハイム
南郷朱鏡
判事（ジャッジ）